# The Beatles/1962-1966
The Beatles/1962-1966, también conocido como Red Album o el Álbum Rojo en el mundo hispano, es un álbum recopilatorio que contiene las canciones más famosas de 1962 hasta 1966 de la banda de rock The Beatles, lanzado el 2 de abril de 1973 junto con el álbum The Beatles/1967-1970 (también llamado Álbum azul). 
La versión en CD fue lanzada en dos discos, hubiéndose podido editar en uno solo por su duración. EMI explicó que esto era así para poder hacer juego con la salida de su hermano The Beatles/1967-1970. 
Es uno de los seis álbumes certificados con disco de diamante de The Beatles, lo que los convierte en los máximos ganadores de este reconocimiento en la historia de la música. Los otros álbumes con disco de diamante son The Beatles/1967-1970, The Beatles, Abbey Road, Sgt. Pepper's Lonely Hearts Club Band y 1.
El 10 de noviembre de 2023 se lanzó una versión ampliada de lujo del álbum, que contiene nuevas remezclas de la mayoría de las pistas y pistas adicionales que no se habían incluido anteriormente en el lanzamiento original.

## Lista de canciones
Todas las canciones escritas y compuestas por Lennon—McCartney.

### Disco 1
| Lado A |                                                                            |                     |          |  |
| N.º    | Título                                                                     | Vocalista principal | Duración |  |
| 1.     | «Love Me Do» (Sencillo, aparece en Please Please Me)                       | Lennon y McCartney  | 2:18     |  |
| 2.     | «Please Please Me» (Aparece en Please Please Me, lanzada como sencillo)    | Lennon              | 1:58     |  |
| 3.     | «From Me to You» (Sencillo)                                                | Lennon y McCartney  | 1:56     |  |
| 4.     | «She Loves You» (Sencillo)                                                 | Lennon y McCartney  | 2:19     |  |
| 5.     | «I Want to Hold Your Hand» (Sencillo)                                      | Lennon y McCartney  | 2:23     |  |
| 6.     | «All My Loving» (Aparece en With The Beatles)                              | McCartney           | 2:04     |  |
| 7.     | «Can't Buy Me Love» (Aparece en A Hard Day´s Night, lanzada como sencillo) | McCartney           | 2:10     |  |
| 15:08  |                                                                            |                     |          |  |

| Lado B |                                                                             |                     |          |  |
| N.º    | Título                                                                      | Vocalista principal | Duración |  |
| 1.     | «A Hard Day's Night» (Aparece en A Hard Day's Night, lanzada como sencillo) | Lennon              | 2:29     |  |
| 2.     | «And I Love Her» (Aparece en A Hard Day's Night)                            | McCartney           | 2:28     |  |
| 3.     | «Eight Days a Week» (Aparece en Beatles For Sale, lanzada como sencillo)    | Lennon              | 2:42     |  |
| 4.     | «I Feel Fine» (Sencillo)                                                    | Lennon              | 2:20     |  |
| 5.     | «Ticket to Ride» (Aparece en Help!, lanzada como sencillo)                  | Lennon              | 3:03     |  |
| 6.     | «Yesterday» (Aparece en Help!)                                              | McCartney           | 2:04     |  |
| 15:06  |                                                                             |                     |          |  |

### Disco 2
| Lado A |                                                                 |                     |          |  |
| N.º    | Título                                                          | Vocalista principal | Duración |  |
| 1.     | «Help!» (Aparece en Help!, lanzada como sencillo)               | Lennon              | 2:33     |  |
| 2.     | «You've Got to Hide Your Love Away» (Aparece en Help!)          | Lennon              | 2:06     |  |
| 3.     | «We Can Work It Out» (Sencillo)                                 | Lennon y McCartney  | 2:12     |  |
| 4.     | «Day Tripper» (Sencillo)                                        | Lennon y McCartney  | 2:48     |  |
| 5.     | «Drive My Car» (Aparece en Rubber Soul)                         | Lennon y McCartney  | 2:27     |  |
| 6.     | «Norwegian Wood (This Bird Has Flown)» (Aparece en Rubber Soul) | Lennon              | 2:02     |  |
| 14:08  |                                                                 |                     |          |  |

| Lado B |                                                                 |                     |          |  |
| N.º    | Título                                                          | Vocalista principal | Duración |  |
| 1.     | «Nowhere Man» (Aparece en Rubber Soul, lanzada como sencillo)   | Lennon              | 2:40     |  |
| 2.     | «Michelle» (Aparece en Rubber Soul)                             | McCartney           | 2:41     |  |
| 3.     | «In My Life» (Aparece en Rubber Soul)                           | Lennon              | 2:22     |  |
| 4.     | «Girl» (Aparece en Rubber Soul)                                 | Lennon              | 2:27     |  |
| 5.     | «Paperback Writer» (Sencillo)                                   | McCartney           | 2:15     |  |
| 6.     | «Eleanor Rigby» (Aparece en Revolver, lanzada como sencillo)    | McCartney           | 2:03     |  |
| 7.     | «Yellow Submarine» (Aparece en Revolver, lanzada como sencillo) | Starr               | 2:46     |  |
| 17:14  |                                                                 |                     |          |  |

### Disco 1 (Edición 2023)
| Lado A |                                                                |                              |          |  |
| N.º    | Título                                                         | Vocalista principal          | Duración |  |
| 1.     | «I Saw Her Standing There» (Aparece en Please Please Me)       | McCartney                    | 2:55     |  |
| 2.     | «Twist and Shout» (Aparece en Please Please Me)                | Lennon                       | 2:33     |  |
| 3.     | «This Boy» (Sencillo)                                          | Lennon, McCartney y Harrison | 2:16     |  |
| 4.     | «Roll Over Beethoven» (Sencillo, Cara B)                       | Harrison                     | 2:48     |  |
| 5.     | «You've Really Got a Hold on Me» (Aparece en With the Beatles) | Lennon y McCartney           | 3:00     |  |
| 6.     | «You Can't Do That» (Aparece en A Hard Day's Night)            | Lennon                       | 2:37     |  |

| Lado B |                                                     |                     |          |  |
| N.º    | Título                                              | Vocalista principal | Duración |  |
| 1.     | «If I Needed Someone» (Aparece en Rubber Soul)      | Harrison            | 2:25     |  |
| 2.     | «Taxman» (Aparece en Revolver)                      | Harrison            | 2:39     |  |
| 3.     | «Got to Get You into My Life» (Aparece en Revolver) | McCartney           | 2:27     |  |
| 4.     | «I'm Only Sleeping» (Aparece en Revolver)           | Lennon              | 3:01     |  |
| 5.     | «Here, There and Everywhere» (Sencillo)             | McCartney           | 2:25     |  |
| 6.     | «Tomorrow Never Knows» (Aparece en Revolver)        | Lennon              | 2:57     |  |
| 17:14  |                                                     |                     |          |  |

- El disco 3 tan sólo apareció en la versión en vinilo. En la versión en CD, las canciones se intercalados con las de los otros álbumes.

## Posición en las listas
| Año  | País           | Lista                     | Posición |
| ---- | -------------- | ------------------------- | -------- |
| 1973 | Reino Unido    | Music Week                | 3        |
| 1973 | Estados Unidos | Billboard Top LPs & Tapes | 3        |